# Oncaea ornata
Oncaea ornata is een eenoogkreeftjessoort uit de familie van de Oncaeidae. De wetenschappelijke naam van de soort is voor het eerst geldig gepubliceerd in 1891 door Giesbrecht.